# Азови
А́зови (рос. Азовы) — село у складі Шуришкарського району Ямало-Ненецького автономного округу Тюменської області, Росія. Адміністративний центр Азовського сільського поселення.
Населення — 359 осіб (2010, 411 у 2002).
Національний склад станом на 2002 рік: ханти — 60 %.